# 1125
| 1125               |
| ------------------ |
| Dødsfald - Fødsler |
|                    |

| Gregoriansk kalender | 1125 MCXXV              |
| Ab urbe condita      | 1878                    |
| Armensk kalender     | 574 ԹՎ ՇՀԴ              |
| Kinesiske kalender   | 3821 – 3822 甲辰 – 乙巳 |
| Etiopisk kalender    | 1117 – 1118             |
| Jødisk kalender      | 4885 – 4886             |
| Hindukalendere       |                         |
| - Vikram Samvat      | 1180 – 1181             |
| - Shaka Samvat       | 1047 – 1048             |
| - Kali Yuga          | 4226 – 4227             |
| Iransk kalender      | 503 – 504               |
| Islamisk kalender    | 519 – 520               |

Konge i Danmark: Niels 1104-1134
Se også 1125 (tal)

## Begivenheder
- Johanniterordenen oprettes
- (frem til 1127) Kongen af Aragonien foretager et langt togt for at hjælpe Mozaraberne i Granada. Han belejrer byen, men må trække sig tilbage og tager 10.000 mozarabere med sig.

## Født
- Svend Grathe

## Dødsfald
- 23. maj Henrik 5. (tysk-romersk kejser), efterfølges som tysk konge af hertugen af Sachsen, Lothar